# واها
|postal_code_type=
|postal_code=۲۴۱۰۰۰
|area_code=۰۵۵۳
|blank_name=تولید ناخالص داخلی (۲۰۱۱)
|blank_info=رنمینبی165,8 billion
|blank1_name=GDP per capita
|blank1_info=رنمینبی۴۷٬۰۲۸
|blank2_name=License Plate Prefix
|blank2_info=皖B
|blank3_name=
|blank3_info=
|blank4_name=
|blank4_info=
|blank5_name=
|blank5_info=
|blank6_name=
|blank6_info=
|website=http://www.wuhu.gov.cn/
|footnotes=
}}
ووهو (به لاتین: Wuhu) یک شهر مرکزی در جمهوری خلق چین است که در آن‌هوئی واقع شده است.

## خصوصیات
ووهو ۵٬۹۸۸ کیلومترمربع مساحت و ۳٬۵۴۵٬۰۶۷ نفر جمعیت دارد و ۷٫۹ متر بالاتر از سطح دریا واقع شده است.

## خواهرخوانده
شهرهای کوچی، پاویا و تورگون دی اردوز خواهرخوانده‌های واها هستند.